# Штейнегер, Леонард
Леона́рд Ште́йнегер (Стейнегер) (англ. Leonhard Hess Stejneger; 30 октября 1851 — 28 февраля 1943) — американский зоолог, норвежского происхождения, систематик, орнитолог, герпетолог. Один из исследователей природы Камчатки, биограф Стеллера.

## Биография

### Ранние годы. Норвегия
Штейнегер родился в Бергене, крупном норвежском городе, 30 октября 1851 года. Отец его, Питер Штамер Штейнегер, занимался торговлей, мать Ингеборга Катарина, воспитывала семерых детей. Леонард был старшим ребёнком в семье. Он с детства увлекался зоологией, особенно интересовали его птицы. В 8 лет Леонард начал посещать теологическую школу (1859—1860 годы), а затем учился в латинской школе (до 1869). В 1869—70 годах он большую часть времени проводил в Меране, куда сопровождал свою мать на лечение. В эти годы он готовится к поступлению в университет, занимаясь с частным учителем. В Меране он ведёт наблюдения за птицами и коллекционирует их, создавая рукописный каталог своей коллекции с акварельными рисунками. Эти наблюдения он опубликовал в статье, озаглавленной «Орнитологические наблюдения в Меране, Южный Тироль, произведённые зимой 1869/70 и 1870/71», которая вышла в 1871 году в немецком орнитологическом журнале (Journal fur Ornithologie). Эта первая работа Штейнегера содержала аннотированный список 59 видов птиц. В 1873 году в Осло вышла его первая книга, посвящённая орнитофауне Норвегии, которая содержит сведения о 260 видах птиц. Тогда же (в 1874 году) вышла небольшая книга о териофауне Норвегии.

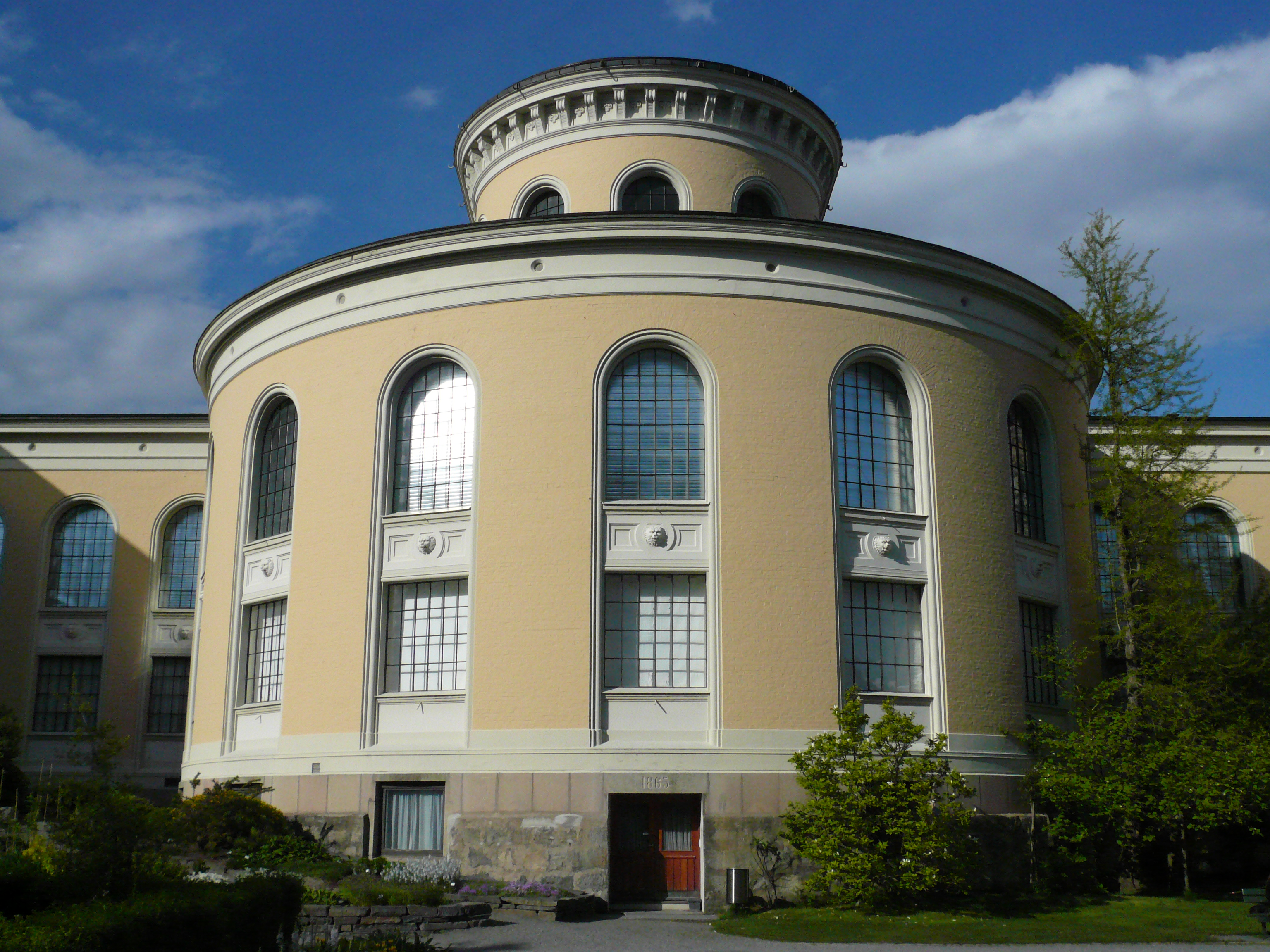
Коллекционный корпус Музея Бергена

После школы Л. Штейнегер поступил в университет и начал изучать медицину. Для продолжения медицинского образования он поехал учиться в Берлин, но вскоре вернулся в Осло, решив продолжить дело отца, работавшего к тому времени аудитором. В 1875 году заканчивает университет в Осло в области юриспруденции. Он становится компаньоном отца, занимается коммерцией, но не оставляет своих орнитологических увлечений, продолжая собирать шкурки и чучела птиц. В это время Штейнегер становится членом нескольких орнитологических обществ, ведёт активную переписку с орнитологами Европы, тесно сотрудничает с Музеем Бергена, изучает коллекции птиц Мадагаскара, полученные из норвежской миссии.
К 1880 году фирма Штейнегеров оказалась банкротом. Леонарду пришлось искать источники существования, но бизнес уже не привлекал его, а для занятий наукой в Музее Бергена не было вакансий. Следуя рекомендациям своего берлинского коллеги Ж. Л. Кабаниса, он решает ехать в Америку, где было больше возможностей для учёного.

### Работа в Соединенных Штатах
Штейнегер прибыл в Америку в октябре 1881 года и сразу явился в Смитсоновский институт, учёный секретарь которого Спенсер Фуллертон Бэйрд уже знал о научных достижениях норвежца. В институте он приступает к работе в отделе орнитологии, занимаясь птицами Нового света.

#### Экспедиция на Командоры
В 1882 году Штейнегер принимает предложение участвовать в исследованиях Камчатки и острова Беринга. Одной из целей была закладка станций для наблюдений за погодой, в которых были сильно заинтересованы армейские службы. На корабле «Александр II» Аляскинской торговой компании он вышел из Сан-Франциско 5 апреля 1882 года и 6 мая достиг острова Медный, где собрал небольшую коллекцию птиц, рыб и других образцов. 8 мая он высаживается на острове Беринга, где занимается научными исследованиями, а также закладывает первую метеостанцию и 22 мая начинает трижды в день вести наблюдения за погодой. Вторая метеостанция установлена им 27 июня в Петропавловске. 15 июля он снова возвращается на остров Беринга, где до конца лета проводит тщательные наблюдения на лежбищах морских котиков. Зиму Штейнегер провёл на острове в наблюдениях и коллекционировании, объезжая остров на собачьих упряжках. В мае 1883 года он снова был в Петропавловске с целью осмотреть там станцию, а в июне исследовал котиков на острове Медном. К концу лета 1883 года он завершил работу на острове Беринга и вышел из Петропавловска на пароходе «Святой Павел», который прибыл в Сан-Франциско 26 октября 1883 года.
Командорские коллекции Штейнегера включали в себя множество костей вымершей стеллеровой коровы, частичный скелет исчезнувшего в 1832 году стеллерового, или очкового, баклана (Phalacrocorax perspicillatus), множество тушек птиц и других сборов.
Многие годы после этой экспедиции Штейнегер собирал материалы к биографии Стеллера — первого исследователя природы Камчатки. Труд Штейнегера, опубликованный в 1936 году, считается наиболее авторитетной биографией знаменитого натуралиста.

#### Дальнейшая работа в Смитсоновском институте

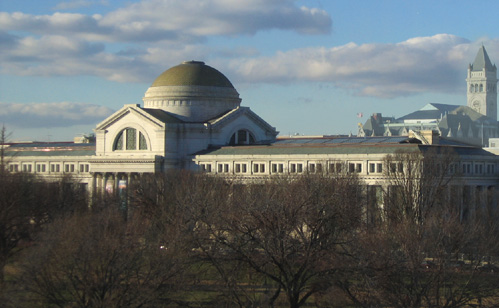
Национальный музей естественной истории Смитсоновского института

В 1884 году Штейнегер становится помощником куратора отдела птиц. Он много занимался птицами Японии и Гавайских островов, обрабатывал поступающие коллекции.
В 1889 году куратор отдела амфибий и рептилий H. C. Yarrow вышел в отставку, и Штейнегер встал во главе этого отдела. Новая область исследований полностью захватила его, и вскоре он стал одним из наиболее заметных систематиков-герпетологов. В следующие пять лет он изучает герпетофауну Северной Америки, совершая экспедиции в Большой Каньон, Долину смерти, Аризону, Южную Дакоту.
В 1895-97 годах Штейнегер, в качестве члена государственных комиссий, несколько раз снова посещает Командоры и Камчатку с целью изучить состояние популяции морского котика. Он работает на острове Беринга, а затем, вместе со своим старым знакомым — управляющим островами Николаем Гребницким, на лодках объезжает остров Медный и осматривает лежбища. Отчёты об этих поездках использовались в деле международного урегулирования морского промысла. В 1900 году на Парижской выставке он был награждён золотой медалью за работу в области рационального использования и сохранения котиков.
В 1900 году вместе с помощником он отправляется в поездку по Пуэрто-Рико, где в течение двух месяцев обследовал тропические леса и высокогорья.
Штейнегер принял участие в Международных зоологических конгрессах 1898, 1901, 1904, 1907, 1913, 1927, и 1930 годов. Был избран членом Международной комиссии по зоологической номенклатуре 1898 году, участвовал в работе нескольких орнитологических и ихтиологических конгрессов. 
В 1923 году Штейнегер избирается в Национальную академию наук США. В 1931 году — становится почётным пожизненным президентом Американского общества ихтиологов и герпетологов. В 1939 году удостоен звания кавалера Ордена Святого Олафа — государственной награды Норвегии .
Скончался Леонард Штейнегер в возрасте 91 года после непродолжительной болезни, 28 февраля 1943 года.

## Избранные труды
Леонард Штейнегер является автором более 400 научных работ, полный список которых можно найти в биографии .
- Results of Ornithological Explorations in the Commander Islands and in Kamtschatka (1885)
- Birds of Kauai Island, Hawaiian Archipelago, collected by Mr. Valdemar Knudsen, with description of new species (1887)
- Notes on a third collection of birds made in Kauai, Hawaiian Islands (1890)
- The Poisonous Snakes of North America (1895)
- The Russian Fur-Seal Islands (1896)
- Herpetology of Porto Rico (1904)
- Herpetology of Japan and Adjacent Territories (1907)
- A new Gerrhonotine Lizard from Costa Rica (1907)
- Three new species of lizards from the Philippine Islands (1908)
- A new genus and species of lizard from Florida (1911)
- A new Scincid Lizard from the Philippine Islands (1911)
- Results of the Yale Peruvian Expedition of 1911. Batrachians and Reptiles (1913)
- A chapter in the history of zoological nomenclature (1924)
- Fur-seal industry of the Commander Islands: 1897—1922 (1925)
- Identity of Hallowell’s snake genera, Megalops and Aepidea (1927)
- The Chinese lizards of the genus Gekko (1934)
- Georg Wilhelm Steller, the pioneer of Alaskan natural history (1936)

## Таксоны, названные в честь Леонарда Штейнегера
Млекопитающие
- Mesoplodon stejnegeri — командорский ремнезуб
- Phoca vitulina stejnegeri — тюлень Стейнегера
- Urocitellus parryii stejnegeri

Птицы
- Melanitta stejnegeri
- Hypsipetes amaurotis stejnegri
- Hemignathus stejnegeri (= Akialoa stejnegeri) †
- Chlorodrepanis stejnegeri
- Saxicola stejnegeri

Рептилии
- Aspidoscelis tigris stejnegeri
- Crotalus stejnegeri
- Pseudoxenodon stejnegeri
- Trachemys stejnegeri
- Cyclura cornuta stejnegeri
- Trimeresurus stejnegeri
- Letheobia stejnegeri
- Takydromus stejnegeri
- Uta stansburiana stejnegeri
- Sceloporus stejnegeri
- Hemidactylus stejnegeri

Амфибии
- Amphisbaena stejnegeri
- Bufo stejnegeri — Жаба Стайнегера
- Pelobatrachus stejnegeri
- Cycloramphus stejnegeri
- Hynobius stejnegeri

Рыбы
- Steinegeria rubescens (= Taractes rubescens)
- Stelgistrum stejnegeri — бычок Штейнегера
- Scaphognathops stejnegeri
- Sikukia stejnegeri

Моллюски
- Volutopsius stejnegeri
- Cerithiopsis stejnegeri

Медуза
- Haliclystus stejnegeri

Насекомые
- Nephrotoma stejnegeri (= Nephrotoma scurra)
- Tachyporus stejnegeri

Многоножки
- Lithobius stejnegeri

Растения
- Alopecurus stejnegeri — лисохвост Штейнегера